# Чемпионат Парагвая по футболу (Второй дивизион)
Второй дивизион Парагвая по футболу. Официальное название турнира с 1997 года — Дивизион Интермедиа (исп. División Intermedia), то есть «Промежуточный дивизион». В турнире принимает участие 18 клубов.

## Участники сезона 2022
1. 3 февраля (Сьюдад-дель-Эсте)
2. 2 мая (Педро-Хуан-Кабальеро)
3. Атира (Атира)
4. Атлетико Колехиалес (Ламбаре)
5. Гуарани (Тринидад)
6. Депортиво Сантани (Сан-Эстанислао)
7. Индепендьенте Кампо-Гранде (Асунсьон)
8. Пасторео (Доктор-Хуан-Мануэль-Фрутос)
9. Ривер Плейт (Асунсьон)
10. Рубио Нью (Асунсьон)
11. Спортиво Итеньо (Ита)
12. Спортиво Лукеньо (Асунсьон)
13. Спортиво Сан-Лоренсо (Сан-Лоренсо)
14. Спортиво Триниденсе (Асунсьон)
15. Фернандо-де-ла-Мора (Асунсьон)
16. Хенераль Мартин Ледесма (Капиата)

## Победители турнира
Примера Дивисьон де Ассенсо
- 1964 —  Спортиво Лукеньо[1]
- 1965 — Соль де Америка
- 1966 —  Ресистенсия[2]
- 1967 —  Президент Хейс[1]
- 1968 — Спортиво Лукеньо
- 1969 — Сильвио Петтиросси
- 1970 — Хенераль Кабальеро (Асунсьон)
- 1971 — Президент Хейс
- 1972 — Рубио Нью
- 1973 —  Президент Хейс[1]
- 1974 — Президент Хейс
- 1975 — Ресистенсия
- 1976 — Атлетико Тембетари
- 1977 — Соль де Америка
- 1978 — Капитан Фигари
- 1979 — Насьональ
- 1980 — Ресистенсия
- 1981 — Ориенталь
- 1982 — Атлетико Колехиалес
- 1983 — Атлетико Тембетари
- 1984 — Спортиво Сан-Лоренсо
- 1985 — Спорт Колумбия
- 1986 — Хенераль Кабальеро (Асунсьон)
- 1987 — Спортиво Сан-Лоренсо
- 1988 — Атлетико Тембетари
- 1989 — Насьональ
- 1990 — Серро Кора
- 1991 — Президент Хейс
- 1992 — Спорт Колумбия
- 1993 — Депортиво Умайта
- 1994 — Спортиво Сан-Лоренсо
- 1995 — Атлетико Тембетари
- 1996 — Серро Кора

Дивизион Интермедиа
- 1997 — 12 октября
- 1998 — Ресистенсия
- 1999 — Универсаль
- 2000 — Либертад
- 2001 — Депортиво Реколета
- 2002 — Такуари
- 2003 — Насьональ
- 2004 — 3 февраля
- 2005 — 2 мая
- 2006 — Соль де Америка
- 2007 — Сильвио Петтиросси
- 2008 — Рубио Нью
- 2009 — Спортиво Триниденсе
- 2010 — Хенераль Кабальеро (Асунсьон)
- 2011 — Серро Портеньо (Пресиденте-Франко)
- 2012 — Хенераль Диас
- 2013 — 3 Февраля
- 2014 — Спортиво Сан-Лоренсо
- 2015 — Ривер Плейт
- 2016 — Индепендьенте
- 2017 — 3 февраля
- 2018 — Ривер Плейт
- 2019 — Гвайренья
- 2020 — турнир отменён из-за пандемии COVID-19
- 2021 — Хенераль Кабальеро (Мальоркин)
- 2022 — Спортиво Триниденсе
- 2023 — Соль де Америка
- 2024 — Депортиво Реколета